# Joschi Dancsecs

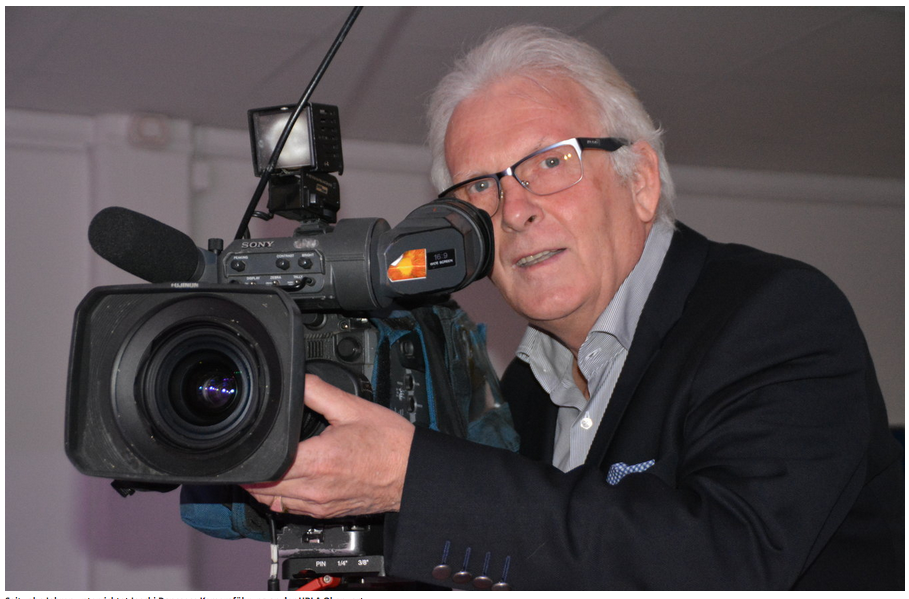
Joschi Dancsecs beim Unterricht an der HBLA Oberwart, 2016

Josef Walter „Joschi“ Dancsecs (* 21. März 1951 in Güssing, Südburgenland) ist ein österreichischer Filmproduzent, Kameramann, Lehrer und Künstler.

## Leben
Dancsecs schloss im Jahr 1969 eine Lehre als Tischler ab. Von 1979 bis 1988 war er bei der Interunfall Versicherung tätig (seit 2005 fusioniert mit der Generali Versicherung). Im Jahr 1985 gründete er seine eigene Filmproduktionsfirma „Dancsecs“. Von 1989 bis 2000 leitete er eine Werbeagentur.
Dancsecs ist seit 1985 in der Filmbranche tätig. Er arbeitet als Kameramann für den ORF, zusätzlich als selbstständiger Filmproduzent und war nach 1988 ein Fachgruppenvertreter der Filmindustrie. Seit 2004 widmet er sich der Malerei. Er arbeitete aber auch an Universum-Sendungen mit und ist für den ORF seit Jahrzehnten überregional berichterstattend tätig. Seit 2004 unterrichtet er an der HBLA Oberwart als Lehrer das praxisbezogene Fach Kameraführung.

## Filmprojekte
- 1985 bis 2000: Live-Übertragungen des Landesparteitag der SPÖ, des Wirtschaftsbundes und der ÖVP.
- 1990 Produktion der ersten Sendung des ungarischen Magazins Adj’Isten Magyarok auf ORF 2
- 1993 Film über den Unger Stahlbau (synchronisiert in acht Sprachen)
- 1997 Film über Siegfried Dohr
- 2016 Filmprojekt über Schulen zum Thema „Lesen“ für eine Lesetagung[2]

## Ausstellungen
Seit 2004 präsentiert sich Dancsecs auch öffentlich als Künstler. Laufende Ausstellung: 2016 „65 Jahre OSG – 65 Jahre Joschi Dancsecs“ – Ausstellung von Acrylbildern im Büro der Oberwarter Siedlungsgenossenschaft. Zudem nutzte er die Gelegenheit, seine Werke in öffentlichen Einrichtungen im Burgenland zu zeigen.

## Auszeichnungen
Dancsecs erhielt von Wirtschaftskammer-Präsident Peter Nemeth am 16. November 2015 in Oberwart eine Auszeichnung zu seinem 30-jährigen Firmenjubiläum überreicht.